# Лиер Сикехус
Лиер Сикехус (норв. Lier Psykiatriske Sykehus) — психиатрическая клиника, расположенная в Норвегии, в коммуне Лиер в губернии Бускеруд. Открыта в 1926 году.
Госпиталь первоначально состоял из двенадцати зданий, но в 1985 четыре здания были закрыты.
На сегодняшний день административный корпус, а также корпуса H, G, C все ещё находятся в эксплуатации психиатрической клиникой.

### История
- 1921: Губернии Бускеруд и Вестфольд объединились, чтобы совместно построить общую психиатрическую клинику в коммуне Лиер. Права на постройку были получены в том же году. В течение следующих пяти лет был возведены шесть корпусов клиники, которые вмещали 552 пациента. Кроме того, были возведены два здания для администрации и прачечной, а также сторожевая и часовня.
- 1926: Весь объект был назван «Убежище Лиер» (norsk. Lier Asyl) и уже начал принимать пациентов. Официальное открытие было проведено лишь в конце этого же года.
- 1940-е: Название изменено на «Психиатрическая Клиника Лиер» (norsk. Lier Psykiatriske Sykehus). В общей сложности насчитывалось около 600 госпитализированных пациентов, все с психическими расстройствами, различавшимися по степени тяжести: легкие, тяжелые и хронические.
- 1985: Закрываются четыре корпуса: A, B, E и F, площадью около 15 000 м². Причина закрытия состояла в сокращении числа пациентов и ненадобности использования всех 600 мест. Три других здания продолжают функционировать как психиатрическое отделение больницы Вестре Викен, Бускеруд. Двери были заперты, окна заколочены, но документы, инвалидные коляски, кровати и другие предметы мебели и приспособления стояли на своих местах[1].
- 2009: Муниципалитет коммуны Лиер издает постановление о сносе корпусов клиники, однако власти губернии Бускеруд останавливают снос, получив поддержку общественности, и, в конце концов, муниципалитета.
- 2011: Административный корпус и здания H, C, G до сих пор в эксплуатации. Больница рассчитана всего на 81 место.
- 2012: Заброшенные корпуса A, B, E и F по-прежнему стоят, но все приборы и приспособления удаляются.
- Сегодня многие исторические здания снесены. Все приспособления были удалены из заброшенных зданий A, B, E и F. В ноябре 2013 года здание A было снесено, а здания B и E - в декабре 2017 года.